# Ozan (Franciaország)
Ozan egy település Franciaországban, Ain megyében. Lakosainak száma 721 fő (2022. január 1.). Ozan Asnières-sur-Saône, Boz, Chevroux és Manziat községekkel határos.

## Népesség
A település népességének változása:
| Lakosok száma | 328  | 339  | 408  | 507  | 649  | 668  | 686  | 694  | 700  | 721  |
|               | 1968 | 1982 | 1990 | 2006 | 2013 | 2015 | 2017 | 2019 | 2020 | 2022 |